# 岡本裕豪
岡本 裕豪（おかもと ゆうごう、1966年〈昭和41年〉9月1日 - ）は、日本の建設・国土交通官僚。

## 来歴
東京都出身。早稲田大学政治経済学部卒業。1991年（平成3年）、建設省に入省。入省後、住宅や建築関係の法制度の立案や税制改正、日本企業による海外での都市開発事業の展開支援、東日本大震災の被災地のインフラ整備やまちづくりなどに携わり、国土政策局広域地方政策課広域制度企画室長、東北地方整備局建政部長、同総務部長、国土交通省大臣官房調査官、復興庁統括官付参事官、海外交通・都市開発事業支援機構事業推進部シニアダイレクターなどを歴任。
2021年（令和3年）4月1日、復興庁統括官付審議官に就任。
2023年（令和5年）7月11日、国土交通省大臣官房サイバーセキュリティ・情報化審議官に就任。
2024年（令和6年）7月1日、国土交通省大臣官房政策立案総括審議官に就任。2025年（令和7年）7月1日、辞職。

#### リスト
1. ↑  [9][10][11][12][13]